# بانگبا-دونگ
بانگبا-دونگ (به لاتین: Bangbae-dong) یک منطقهٔ مسکونی در کره جنوبی است که در Seocho District واقع شده‌است.